# Pilsen 4

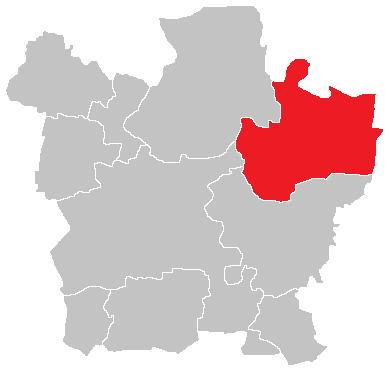
De locatie van Pilsen 4

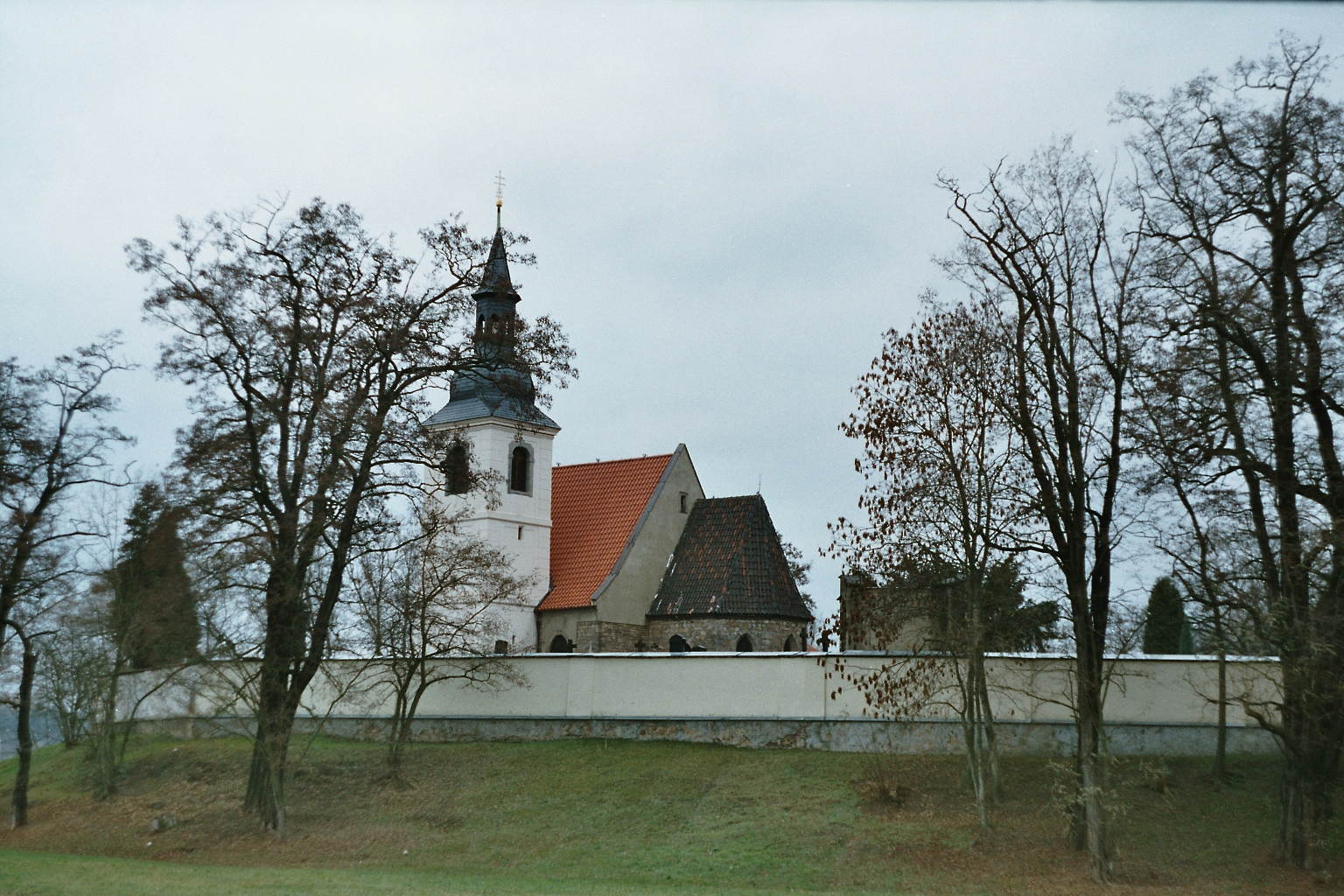
Kerk van St. George en de Maagd Maria - het belangrijkste monument in het gebied.

Pilsen 4, ook bekend onder de naam Doubravka, is een van de tien stadsdistricten van de Tsjechische stad Pilsen. Het district is op te delen in een zestal stadsdelen, namelijk Bukovec, Červený Hrádek, Doubravka, Lobzy, Újezd en Východní Předměstí (Tsjechisch voor Oostelijke Buitenwijk). Op dit laatste na waren deze stadsdelen vroeger allemaal zelfstandige gemeenten. Door het district stroomt de rivier de Úslava. Deze rivier mondt in het noorden van het district uit in de Berounka, de rivier die de noordgrens van Pilsen 4 aangeeft.
Pilsen 4 is het meest noordoostelijke van de tien districten. In het district wonen 24.751 inwoners op een oppervlakte van 18,88 vierkante kilometer. De burgemeester (starosta) is Hynek Brom.
Pilsen 1 · Pilsen 2 · Pilsen 3 · Pilsen 4 · Pilsen 5 · Pilsen 6 · Pilsen 7 · Pilsen 8 · Pilsen 9 · Pilsen 10